# 다당류

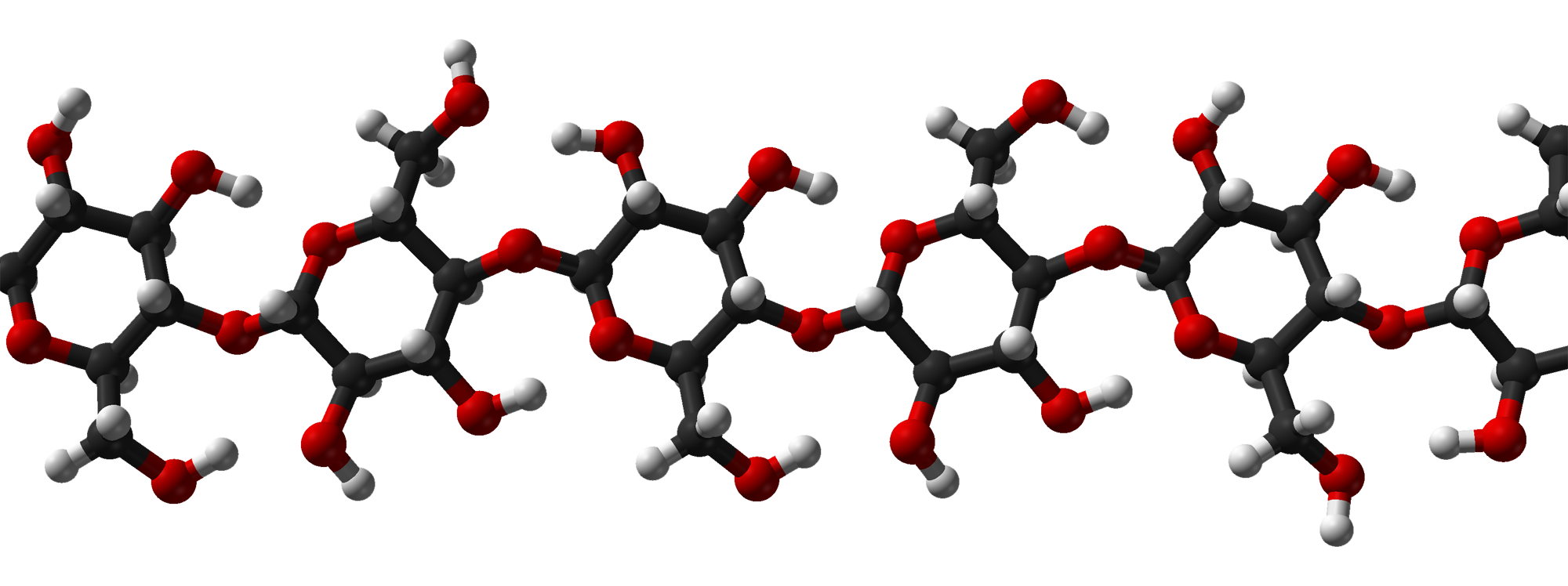
β-글루칸 다당류인 셀룰로스의 3차원 구조

아밀로스는 α(1→4) 글리코사이드 결합으로 연결된 포도당의 선형 중합체이다. 아밀로스는 수천 개의 포도당 단위체들로 만들어질 수 있다. 아밀로스는 녹말의 두 가지 구성 성분 중 하나이며, 다른 하나는 아밀로펙틴이다.

다당류(多糖類, 영어: polysaccharide)는 글리코사이드 결합에 의해 결합된 단당류 단위체의 긴 사슬로 구성된 중합체 탄수화물 분자이며, 가수분해시 단당류 또는 올리고당으로 분해된다. 다당류는 선형 또는 고도로 분지된 구조를 가지고 있다. 다당류에는 녹말, 글리코젠과 같은 저장 다당류와 셀룰로스, 키틴과 같은 구조 다당류가 있다.
다당류를 구성하는 단위체는 종종 변형이 있을 수 있다. 다당류의 구조에 따라 이들 고분자는 단위체인 단당류와 별개의 특성을 가질 수 있다. 다당류는 비정질 고체이거나 물에 불용성일 수 있다. 다당류를 구성하는 모든 단당류가 한 종류인 경우는 동질다당류(homopolysaccharide) 또는 호모글리칸(homoglycan)으로 불리고, 다당류를 구성하는 단당류가 2가지 이상인 경우는 이질다당류(heteropolysaccharide) 또는 헤테로글리칸(heteroglycan)으로 불린다.
천연적인 당류들은 단순 탄수화물들로 단당류이며, 화학식이 (CH2O)n이고, 여기서 n은 3이상이다. 단당류의 예로는 포도당, 과당, 글리세르알데하이드가 있다. 다당류는 Cx(H2O)y의 화학식을 가지며 여기서 x는 보통 200 내지 2500의 큰 수이다. 중합체 골격의 반복되는 단위체가 6탄당인 경우, 화학식은 (C6H10O5)n으로 단순화시켜며, 일반적으로 n은 40≤n≤3000이다.
일반적으로 다당류는 10개 이상의 단당류를 포함하고 있는 반면, 올리고당류는 3~10개의 단당류를 포함하고 있다. 하지만 정확한 개수는 관례에 따라 다소 다를 수 있다. 다당류는 생체고분자의 중요한 종류 중 하나이다. 생물에서 다당류의 기능은 대개 저장 또는 구조적인 역할과 관련이 있다. 녹말은 식물에서 저장 다당류로 사용되며, 아밀로스와 분지형인 아밀로펙틴의 형태로 발견된다. 글리코젠은 동물에서 저장 다당류로 사용되며, 가지의 밀도가 녹말보다 높다. 글리코젠의 이러한 특성은 움직이는 동물의 활동적인 생활에 맞추어 보다 빠르게 대사될 수 있도록 한다.
셀룰로스와 키틴은 구조 다당류의 예이다. 셀룰로스는 식물과 다른 생물들의 세포벽에 사용되며, 지구상에서 가장 풍부한 유기 분자이다. 셀룰로스는 종이 및 섬유산업에서 중요한 역할을 하는 등의 다양한 용도로 사용되며, 레이온(비스코스 공정을 통해), 셀룰로스 아세테이트, 셀룰로이드, 니트로셀룰로스의 생산을 위한 공급 원료로 사용된다. 키틴은 셀룰로스와 비슷한 구조를 가지고 있지만, 질소를 함유하고 있는 작용기가 있어서 강도가 증가한다. 키틴은 절지동물의 외골격과 일부 균류의 세포벽에서 발견된다. 키틴은 수술용 실을 포함한 다양한 용도로 사용된다. 이 밖에도 다당류에는 칼로스, 라미나린, 크리솔라미나린, 자일란, 아라비노자일란, 만난, 푸코이단, 갈락토만난 등이 있다.

## 기능

### 구조
저장 다당류는 일반적인 에너지원이다. 많은 생물들은 녹말을 포도당으로 쉽게 분해할 수 있다. 그러나 대부분의 생물들은 셀룰로스, 키틴, 아라비노자일란과 같은 다당류들을 대사할 수 없다. 이러한 탄수화물들은 일부 세균과 원생생물에 의해 대사될 수 있다. 예를 들어 반추동물과 흰개미는 장에 공생하고 있는 미생물들을 이용하여 셀룰로스를 분해할 수 있다.
이러한 복합 다당류들은 소화되지 않지만, 사람에게 중요한 식이 요소들을 제공한다. 식이 섬유로 불리는 이들 탄수화물들은 소화 작용에 도움을 준다. 식이 섬유의 주요 작용은 위장관의 내용물의 성질을 변화시키고, 다른 영양소와 화합물을 흡수하는 방식을 변화시키는 것이다. 가용성 섬유는 소장에서 담즙산과 결합하기 때문에 신체 내로 들어가기가 쉽지 않다. 이것은 차례로 혈액의 콜레스테롤 수치를 낮춘다. 또한 가용성 섬유는 설탕의 흡수를 약화시키고, 식후 당에 대한 반응을 감소시키며 혈액 내의 지질의 수치를 정상화시키고, 결장에서 발효되면 광범위한 생리 활성을 갖는 부산물인 짧은 사슬 지방산을 생성한다. 불용성 섬유는 당뇨병의 위험 감소와 관련이 있지만, 이에 대한 기전은 알려져 있지 않다.
아직 필수 영양소로 공식적으로 제안되지 않은 식이 섬유는 식단에서 중요한 것으로 간주되고 있고, 많은 선진국들의 규제 당국은 식이 섬유 섭취를 증가시킬 것을 권고하고 있다.

## 저장 다당류

### 녹말
녹말은 글루코피라노스 단위체들이 α-글리코사이드 결합에 의해 연결된 포도당의 중합체이다. 녹말은 아밀로스(15~20%)와 아밀로펙틴(80~85%)의 혼합물로 구성된다. 아밀로스는 수백 개의 포도당 분자의 선형 사슬로 구성되어 있으며, 아밀로펙틴은 수천 개의 포도당 단위체로 이루어진 분지형 분자이다(24~30개의 잔기마다 분지점이 있음). 녹말은 물에 녹지 않는다. 녹말은 α-글리코사이드 결합을 분해함으로써 소화될 수 있다. 사람과 동물에는 아밀레이스가 있어서 녹말을 소화할 수 있다. 감자, 쌀, 밀, 옥수수는 사람의 식단에서 녹말의 주공급원이다. 식물은 포도당을 녹말의 형태로 저장한다.

### 글리코젠
글리코젠은 동물 및 균류에서 2차적인 장기 에너지 저장원으로 역할을 한다(1차적으로는 지방의 형태로 장기 에너지를 저장한다). 글리코젠은 주로 간과 근육에서 만들어지지만, 뇌와 위에서 글리코젠 합성으로 만들어질 수 있다.
글리코젠은 식물의 포도당 중합체인 녹말과 비슷하며, 때로는 동물성 녹말이라고도 하는데, 아밀로펙틴과 비슷한 구조를 가지고 있지만, 녹말보다 더 분지되어 있고, 조밀하다. 글리코젠은 포도당들이 α(1→4) 글리코사이드 결합으로 연결된 중합체로서 α(1→6) 글리코사이드 결합으로 연결된 가지를 가지고 있다. 글리코젠은 다양한 유형의 세포들의 세포기질/세포질에서 과립의 형태로 발견된다. 글리코젠은 포도당에 대한 갑작스런 필요성을 충족시키기 위해 신속하게 대사될 수 있는 에너지 저장 형태로 트라이글리세라이드보다 덜 조밀하고 에너지로 즉각적으로 이용가능하다.
간세포에서 글리코젠은 식사 후에 간 중량의 8%(성인에서 100~120g)를 구성할 수 있다. 간에 저장된 글리코젠만 다른 기관에서 접근할 수 있다. 근육에서 글리코젠은 근육 중량의 1~2%의 낮은 비율로 발견된다. 신체 내, 특히 근육, 간, 적혈구에 저장된 글리코젠의 양은 신체 활동, 기초 대사량 및 간헐적인 금식과 같은 식습관에 따라 달라진다. 콩팥에서 소량의 글리코젠이 발견되며, 뇌의 일부, 신경아교세포와 백혈구에서도 소량이 발견된다. 또한 임신 중에 자궁은 배아를 키우기 위해 글리코젠을 저장한다.
글리코젠은 포도당 잔기들의 분지로 구성되며, 간과 근육에 저장된다.
- 글리코젠은 동물의 저장 에너지원이다.
- 글리코젠은 동물에 저장되는 탄수화물의 주요 형태이다.
- 글리코젠은 물에 녹지 않는다. 아이오딘과 혼합되면 적갈색으로 변한다.
- 글리코젠은 가수분해시 포도당을 생성한다.

글리코젠의 2차원 단면도. 글리코제닌의 핵심 단백질은 포도당 단위체의 가지로 둘러싸여 있다. 전체적인 구형 과립은 약 30,000개의 포도당 단위체를 포함할 수 있다.[18]
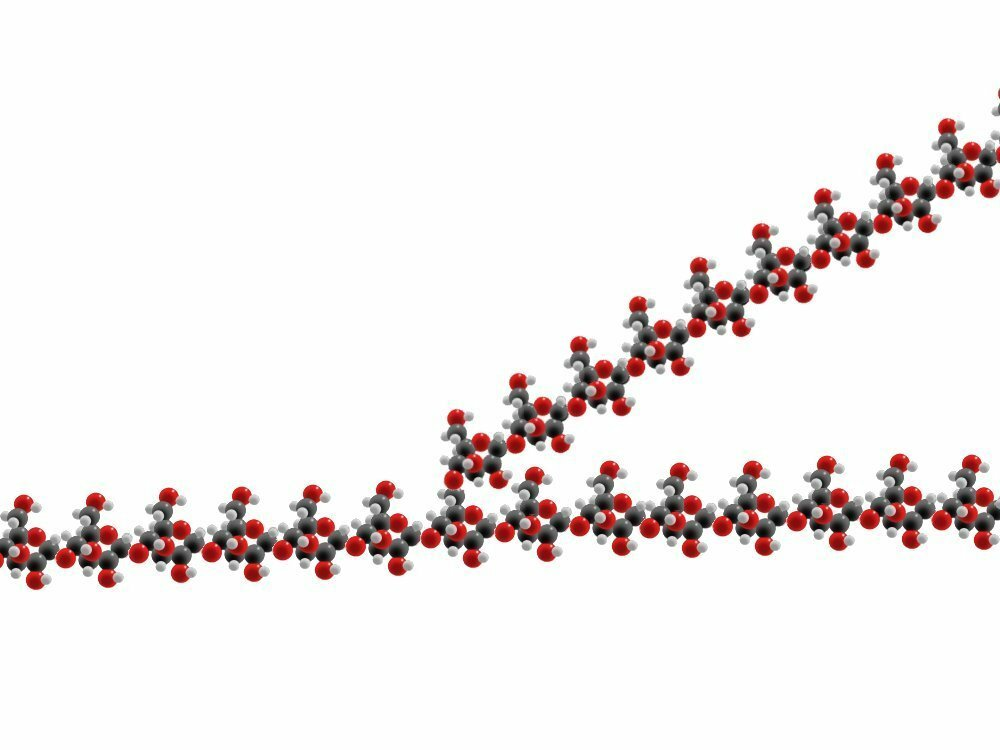
글리코젠 분자에서 포도당 단위체들의 단일 가지 가닥의 원자 구조 보기.

## 구조 다당류

### 아라비노자일란
아라비노자일란은 아라비노스와 자일로스로 구성된 중합체로, 식물의 1차 세포벽과 2차 세포벽 모두에서 발견된다. 또한 아라비노자일란은 사람의 건강에 유익한 효과를 줄 수 있다.

### 셀룰로스
식물의 구조적인 성분은 주로 셀룰로스로 형성된다. 목재는 주로 셀룰로스와 리그닌이며, 종이와 면화는 거의 순수한 셀룰로스이다. 셀룰로스는 반복적인 포도당 단위체가 β-글리코사이드 결합으로 연결된 중합체이다. 사람과 많은 동물들은 β-글리코사이드 결합을 분해하는 효소가 없기 때문에 셀룰로스를 소화할 수 없다. 흰개미와 같은 특정 동물들은 내방에 분해효소를 가지고 있는 세균이 존재하기 때문에 셀룰로스를 소화할 수 있다. 셀룰로스는 물에 녹지 않는다. 셀룰로스를 아이오딘과 혼합하면 색이 변하지 않는다. 셀룰로스를 가수분해하면 포도당이 생성된다. 셀룰로스는 자연에서 가장 풍부한 탄수화물이다.

### 키틴
키틴은 자연적으로 생성되는 많은 중합체들 중 하나이다. 키틴은 절지동물의 외골격과 같이 많은 동물들의 구조적인 구성요소를 형성한다. 키틴은 시간이 지남에 따라 자연 환경에서 생분해될 수 있다. 세균과 균류와 같은 미생물에 의해 분비되고, 일부 식물에 의해 형성되는 키티네이스라고 불리는 효소에 의해 키틴이 분해될 수 있다. 이러한 미생물들 중 일부는 키틴의 분해로부터 생성되는 단당류에 대한 수용체를 가지고 있다. 만약 키틴이 검출되면 이들 미생물은 글리코사이드 결합을 분해하여 단당류 및 암모니아로 전환시키는 효소를 생산한다.
화학적으로 키틴은 키토산(키틴의 수용성 유도체)와 밀접한 관련이 있다. 또한 키틴은 포도당 유도체의 가지가 없는 긴 사슬인 점에서 셀룰로스와 밀접한 관련이 있다. 키틴은 구조와 강도에 기여하여 생물을 보호하는 역할을 한다.

### 펙틴
펙틴은 α-D-갈락토실 우론산 잔기가 1,4-글리코사이드 결합으로 연결된 복합 다당류의 일종이다. 펙틴은 육상 식물의 1차 세포벽과 비목재 부분에 존재한다.

## 산성 다당류
산성 다당류는 카복실기, 인산기 또는 황산 에스터의 작용기를 가지고 있는 다당류이다.

## 세균의 협막 다당류
병원성 세균은 일반적으로 두껍고, 점액과 같은 다당류 층을 생성한다. 이러한 "협막(capsule)"은 세균의 표면에 면역반응을 일으키고 세균의 파괴를 유도할 수 있는 항원 단백질을 숨긴다. 협막 다당류(capsular polysaccharide)는 수용성이며, 일반적으로 산성이고, 분자량은 100~200 kDa 정도이다. 이들은 선형 구조이며, 1~6개의 단당류 소단위체들이 규칙적으로 반복되어 구성된다. 협막 다당류는 엄청난 구조적인 다양성을 갖고 있다. 예를 들어 대장균은 약 200종류의 다당류를 만들 수 있다. 접합되거나 천연인 협막 다당류의 혼합물이 백신으로 사용된다.
세균과 균류, 조류를 포함한 많은 미생물들은 종종 표면에 부착하고 건조를 방지하기 위해 다당류를 분비한다. 사람들은 잔탄검, 덱스트란, 웰란검, 젤란검, 디우탄검, 풀루란을 비롯한 유용한 제품으로 이들 다당류들을 이용해왔다.
이러한 다당류의 대부분은 매우 낮은 농도로 물에 용해될 때 유용한 점탄성을 나타낸다. 이로 인해 일상 생활에서 사용되는 여러 가지 액체들(예: 식품, 로션, 세제 및 페인트)는 정지 상태일 때는 점성을 나타내지만, 휘젓기, 흔들기, 붓기, 닦기 등으로 인해 전단응력이 가해지면 훨씬 더 자유롭게 흐른다. 이러한 특성은 의가소성(pseudoplasticity) 또는 전단박화(shear thinning)로 불린다. 이러한 문제에 대한 연구를 유변학(rheology)이라고 한다.
| 전단율 (rpm) | 점성 (cP) |
| ------------ | --------- |
| 0.3          | 23,330    |
| 0.5          | 16,000    |
| 1            | 11,000    |
| 2            | 5500      |
| 4            | 3250      |
| 5            | 2900      |
| 10           | 1700      |
| 20           | 900       |
| 50           | 520       |
| 100          | 310       |

다당류 수용액은 휘저을 때 흥미로운 행동을 보인다. 휘젓기를 멈춘 후에 용액은 처음에는 운동량으로 인해 계속 소용돌이 치며, 점성으로 인해 멈추기 시작하고 멈추기 전에 순간적으로 방향으로 전환한다. 이러한 반동은 용액 내에서 뻗어있는 다당류 사슬들이 이전의 이완된 상태로 되돌아가려는 탄성 효과로 인한 것이다.
세포 표면의 다당류는 세균의 생태학과 생리학에서 다양한 역할을 한다. 다당류는 세포벽과 환경 사이에 장벽 역할을 하고, 숙주와 병원체 간의 상호 작용을 매개하며, 생물막의 구조적인 구성 요소를 형성한다. 이러한 다당류들은 뉴클레오타이드로 활성화된 전구체(당뉴클레오타이드라 부름)로부터 합성되며, 대부분의 경우 중합체의 생합성, 조립, 운반에 필요한 모든 효소들은 생물의 게놈 내의 전용 클러스터로 조직화된 유전자에 의해 암호화된다. 지질다당류는 세포 표면의 가장 중요한 다당류 중 하나로 외막에서 중요한 구조적인 역할을 수행할 뿐만 아니라 숙주와 병원체 간의 상호작용에서 중요한 매개체이기도 하다.
A-밴드(호모폴리머)와 B-밴드(헤테로폴리머) O-항원을 만드는 효소들이 확인되고, 대사 경로가 정의된다. 세포외 다당류인 알지네이트(alginate)는 D-만누론산과 L-굴루론산이 β(1→4) 글리코사이드 결합으로 연결된 선형 중합체이며, 후기 낭포성 섬유증의 점액성 표현형의 원인이 된다. pel 과 psl 유전자 자리는 생물막 형성에 중요한 것으로 밝혀진 세포외 다당류를 암호화하는 최근에 발견된 두 개의 유전자 클러스터이다. 람노리피드는 생물학적 계면활성제이며, 생성량이 전사 수준에서 엄격하게 조절되지만, 질병에서의 정확한 역할은 현재 잘 알려져 있지 않다. 특히 필린과 플라젤린의 단백질 글리코실화는 2007년경에 여러 연구 그룹들의 연구 대상이 되었으며, 세균 감염시 접착과 침입에 중요한 것으로 나타났다.

## 다당류에 대한 화학적 동정 시험

### 과이이오딘산-쉬프 염색 (PAS 염색)
보호되지 않은 인접한 다이올 또는 아미노당(일부 -OH기가 아민으로 대체됨)을 갖는 다당류는 과이오딘산-쉬프 염색(PAS 염색)에서 양성을 나타낸다. PAS 염색이 되는 다당류들의 종류는 많다. 상피조직 기원의 뮤신은 PAS 염색이 되지만, 결합조직 기원의 뮤신에는 PAS 염색이 되기에 충분한 글리콜 또는 아미노-알코올 작용기가 없는 많은 산성 치환체들이 있다.

## 같이 보기
- 단당류
- 이당류
- 폴리펩타이드
- 폴리뉴클레오타이드
- 글리칸
- 협막